# Nicky Law
Nicholas Law, né le 29 mars 1988,  est un footballeur anglais jouant au poste de milieu de terrain avant de se reconvertir comme entraîneur. Il est le frère de Josh Law.

## Biographie

### Parcours comme joueur
Nicky Law joue 4 matchs en Premier League anglaise avec le club de Sheffield et 76 matchs en première division écossaise avec l'équipe de Motherwell. 
Le 1er juillet 2013, il rejoint les Glasgow Rangers. Le 17 avril 2016, il marque le tir au but décisif permettant à son équipe de remporter le match de la demi-finale de la Coupe d'Écosse contre le Celtic.
Le 29 juin 2016, il rejoint Bradford City.
Le 2 juillet 2018, il rejoint Exeter City.

### Parcours comme entraîneur
Le 18 janvier 2023, Nicky Law s'engage en faveur de Huntsville City FC (en), équipe réserve évoluant en MLS Next Pro du Nashville SC, comme joueur et entraîneur-adjoint afin d'entamer sa reconversion sportive. Après onze rencontres disputées en championnat, il quitte le club le 27 juillet suivant pour prendre la tête des Rowdies de Tampa Bay, formation de USL Championship avec laquelle il a joué en 2022, à la suite du départ de Neill Collins vers le Barnsley FC plus tôt dans le mois.

## Palmarès
Glasgow Rangers
- Vainqueur du Championnat d'Écosse de troisième division en 2014
- Vainqueur du Championnat d'Écosse de deuxième division en 2016

### Distinctions personnelles
- Membre de l'équipe-type de Scottish Premier League en 2013